# Joan Torres Ribas
Joan Torres Ribas (Eivissa, 13 de desembre de 1844 - Ciutadella, Menorca, 20 de gener de 1939) fou un religiós eivissenc. L'11 de desembre de 1902 fou consagrat bisbe de Menorca, càrrec que va exercir fins a la seva mort. El 1903-1904 fou senador per l'arquebisbat de València.
Ha estat el bisbe que ha regit durant més temps la diòcesi de Menorca i fou considerat bondadós, intel·ligent i molt caritatiu, afrontant amb lucidesa els problemes religiosos i socials que es manifestaren a l'illa. En esclatar la guerra civil espanyola la seva vida fou respectada, però no va poder evitar que quaranta preveres menorquins fossin assassinats. Cec i malalt, va restar confinat fins a la seva mort en l'Hospital Municipal de Ciutadella i no va signar la Carta colectiva de los obispos españoles a los obispos de todo el mundo con motivo de la guerra en España (Carta col·lectiva de l'episcopat espanyol als bisbes del món sencer).